# 马尔切拉·菲利皮
马尔切拉·菲利皮（義大利語：Marcella Filippi，1985年9月27日—），意大利女子篮球运动员。她曾代表意大利参加2020年夏季奥林匹克运动会女子三对三篮球比赛，最终队伍获得第六名。